# 比夸
比夸（法語：Bucquoy，法語發音：[bykwa]）是法国上法蘭西大區加来海峡省的一个市镇，属于阿拉斯区。

## 地理
比夸（50°8'24"N, 2°42'31"E）面积20.8 平方千米，位于法国上法蘭西大區加来海峡省，该省份为法国北部沿海省份，西北濒北海，南至索姆省，东临北部省。
与比夸接壤的市镇（或旧市镇、城区）包括：杜希莱阿耶特、蒙希欧布瓦、皮雪、米罗蒙、阿布兰兹韦勒、小阿谢、阿耶特、丰克维莱、戈姆库尔、阿讷康普、埃比泰尔讷。
比夸的时区为UTC+01:00、UTC+02:00（夏令时）。

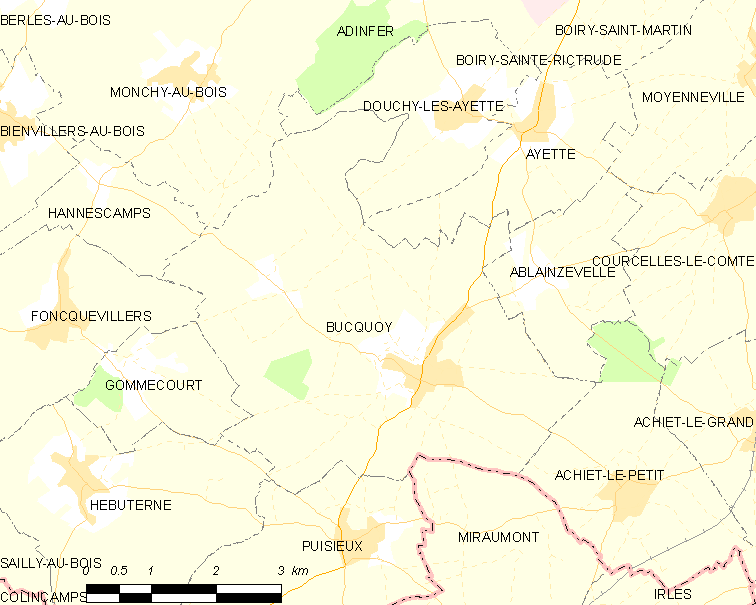
比夸的OSM定位图

## 行政
比夸的邮政编码为62116，INSEE市镇编码为62181。

## 政治
比夸所属的省级选区为巴波姆县。

## 人口

1962-2008年间比夸人口变化图示

比夸于2022年1月1日时的人口数量为1506人。